# Vale of Leven Football Club
Il Vale of Leven Football Club, noto semplicemente come Vale of Leven, soprannominato "the Vale" è una società calcistica scozzese di Alexandria. Il nome deriva dalla Vale of Leven, cioè la Valle del fiume Leven, un'area del Dunbartonshire Occidentale. Milita nella West of Scotland Football League il nono livello del calcio scozzese. 

## Storia

### Gli inizi
Agli albori del calcio scozzese i Vale of Leven e i vicini del Renton erano colossi calcistici del paese, grazie al sostegno delle fabbriche locali; il Vale of Leven poteva reclutare giocatori come operai in fabbrica ma allo stesso tempo concedevano a quest'ultimi tempo e strutture per giocare a calcio.
I Vale of Eleven non furono esenti da controversie, infatti nella Coppa di Scozia 1874-75 seconda edizione della competizione il club venne sorteggiato contro il Clydesdale al primo turno; il club glasvegiano protestò per la presenza di John Ferguson nel Vale in quanto egli era un ex atleta professionista ed era pure stato escluso dalla coppa nazionale, anche se Ferguson era descritto come un dilettante. Il match venne giocato e si concluse senza reti la squadra di Alexandria si ritirò senza voler ripetere la partita. 
La regola venne cambiata e il Vale raggiunse la semifinale e dall'anno seguente in poi vinsero la Coppa di Scozia per 3 volte consecutive nel 1877, 1878 e 1879. Nel 1878 sconfisse al The Oval i campioni in carica della FA Cup i Wanderers 3-1 dove il gioco di passaggio scozzese si dimostrò superiore a quello del dribbling individuale inglese dei Wanderers, il Vale l'anno dopo vinse la Glasgow Celtic Society Cup nello shinty del 1880.

### Declino
Il Vale of Leven è stato uno dei club fondatori della Scottish Football League nel 1890. All'epoca il club venne eclissato dai club emergenti ben supportati aventi sede a Glasgow e dai rivali del Dumbarton. 
Ha disputato solo due stagioni nella massima divisione scozzese. Ottenne il miglior risultato, il nono posto che gli valse la salvezza, nella stagione 1890-1891, primo campionato scozzese in assoluto, mentre nella stagione successiva finì dodicesimo e ultimo, retrocedendo, senza vincere alcuna partita. Diventando l'ultimo club scozzese senior ad avere codesta ignonimia fino al Brechin nel 2018. Il club si ritirò unendosi alla Scottish Alliance ove disputò una sola stagione. 
Tra il 1893 e il 1902, il Vale fece solo partite amichevoli e gare di coppa per poi unirsi alla Scottish Football Combination. Nel 1905, venne ammesso alla Division Two classificandosi secondo nel 1907 e nel 1909, ma non ricevette i voti necessari per essere promosso. Dopo un decennio il Vale dopo esser finito regolarmente nel fondo della classifica si unì alla Western League nel 1915 dopo la sospensione della Division Two. 
Dopo la fine della prima guerra mondiale il Vale ritornò alla Scottish League ritornando in Division Two dopo un quarto posto retrocesse in Division Three nel 1924 poi la competizione venne soppressa nel 1926, e il campionato venne sospeso. Dopo una stagione alla Scottish Alliance, a causa delle difficoltà finanziarie il club venne costretto a unirsi a una lega distrettuale locale per poi venir sciolto nel 1929, vittima della Grande Depressione disastrosa anche per altri club. C'era l'intenzione di rifondare il club una volta assestatasi l'economia locale; però, a differenza delle scorse volte il Vale venne radiato dall'elenco dei club SFA dopo essersi ritirato dalla partita di qualificazione della Scottish Cup contro il Dykehead. Il Vale of Leven infine fu finalmente rifondato nel 1939.

## Strutture

### Stadio
Gioca le partite casalinghe nello stadio Millburn Park, capace di ospitare fino a tremila spettatori.

## Palmarès

### Competizioni nazionali
- Coppa di Scozia: 3

1876-1877, 1877-1878, 1878-1879

### Competizioni regionali
- Glasgow Merchants Charity Cup: 1

1881-1882
- Dumbartonshire Cup: 11

1885-1886, 1887-1888, 1896-1897, 1899-1900, 1900-1901, 1901-1902, 1904-1905, 1905-1906, 1906-1907, 1910-1911, 1920-1921